# Falcata (véhicule)
Pour les articles homonymes, voir Falcata (homonymie).

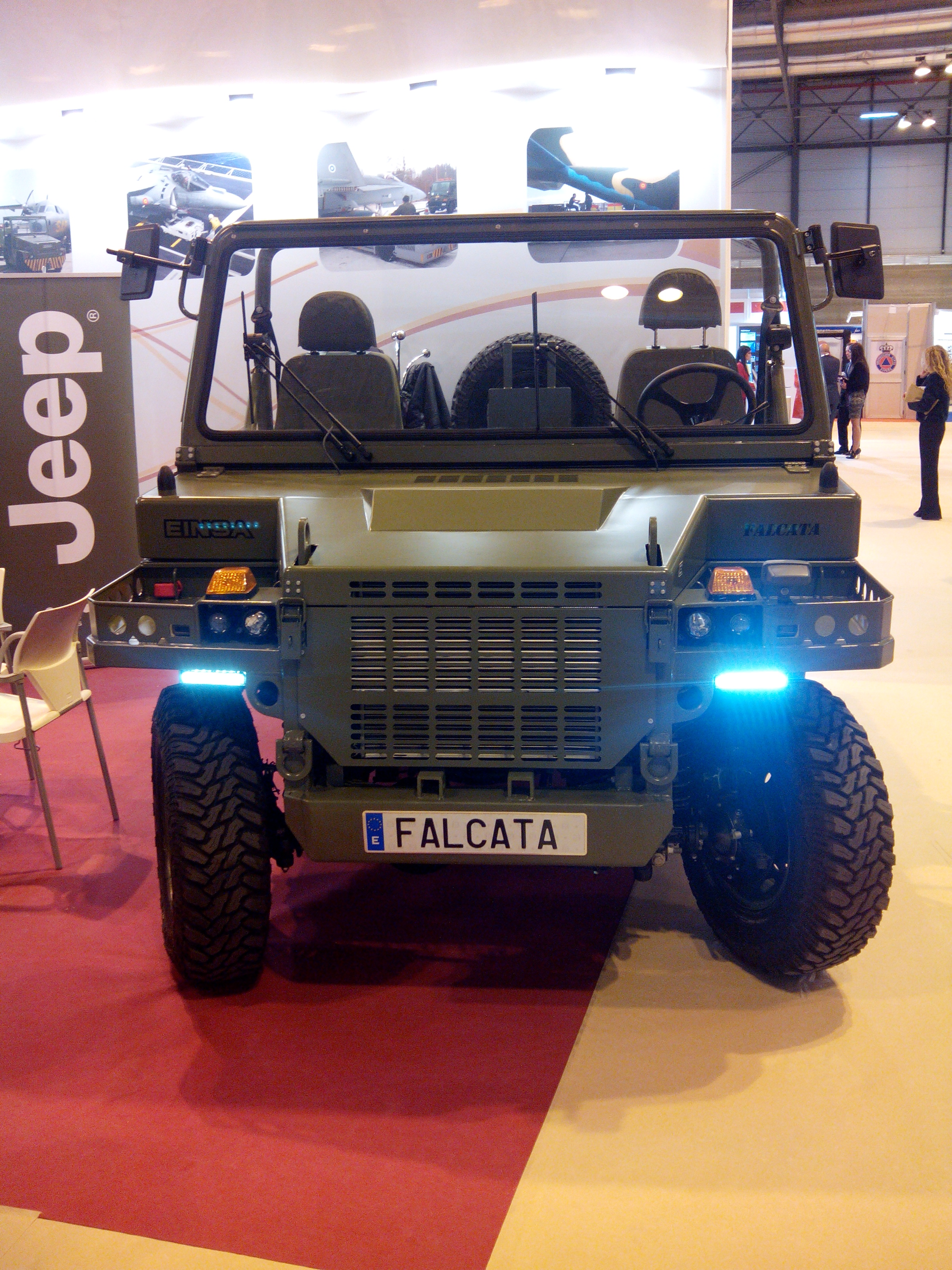
Véhicule tout terrain léger non-blindé "Falcata"

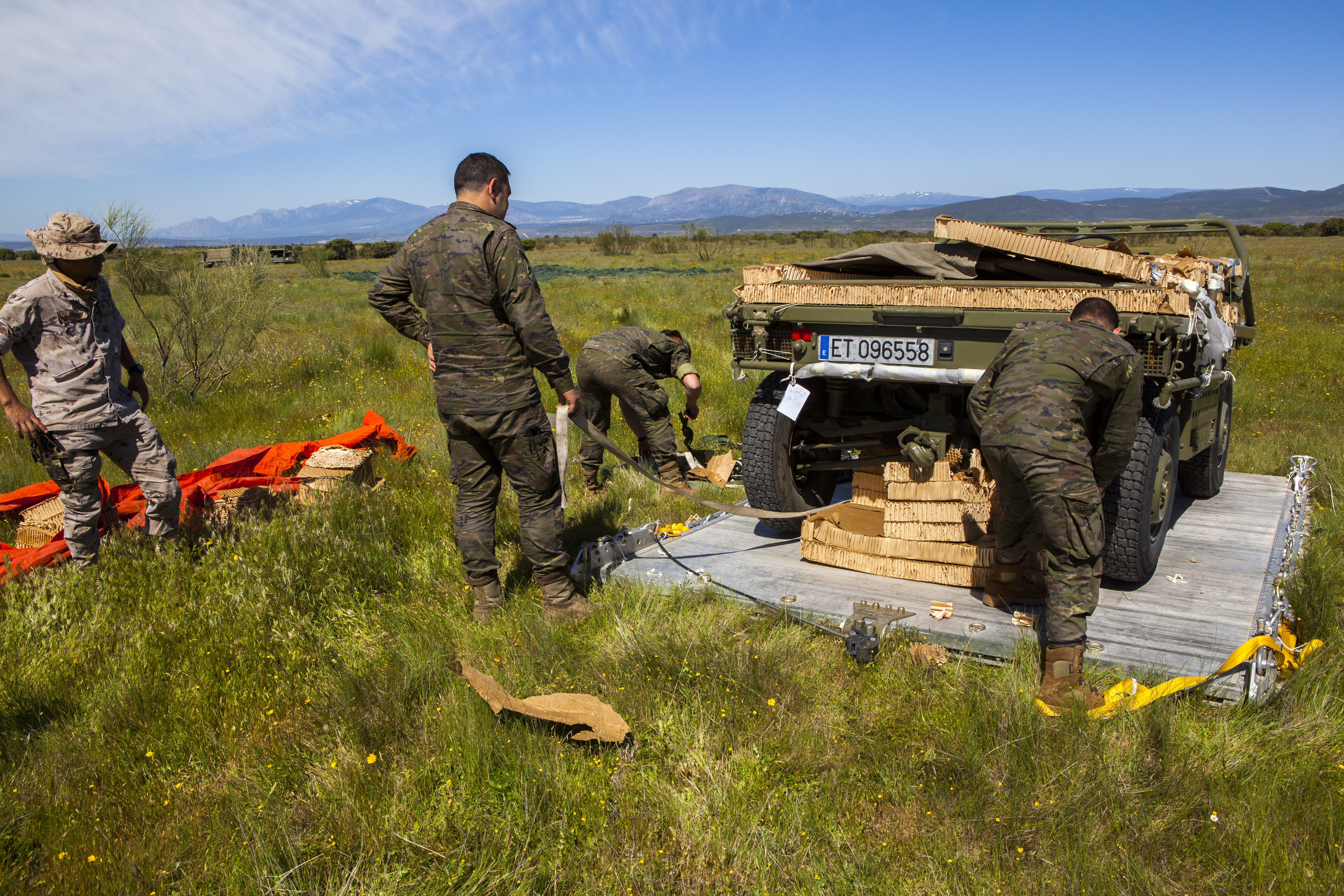
Le prédécesseur du Falcata, le Quatripole Q-150D de la BRIPAC après un lancement en parachute

Le Falcata est un véhicule militaire léger tout-terrain non-blindé de transport tactique espagnol ainsi que tracteur d'artillerie développé par l'entreprise espagnole EINSA.

## Description
Elle a produit le véhicule militaire de l'armée espagnole "Falcata" (glaive celtibère) également connu sous sa désignation d'usine MM-1A Mk2, en service actif auprès de la BRIPAC (brigade parachutiste), car le véhicule est aérotransportable et aérolargable. Ce véhicule est également désigné comme "mule mécanique", en référence au M274 américain.
Ce véhicule peut transporter jusqu'à 931kg de charge ou 4 hommes avec leur équipage complet.

## Caractéristiques techniques
- Poids : jusqu'à 931 kg de charge, plus en remorque.
- Autonomie : 100 km.

## Utilisateurs

### Militaires
Espagne30 véhicules aérolargable en C-130; aérotransportable en hélicoptère Chinook (intérieur et extérieur), Cougar ou Super Puma (extérieur), NH-90 (extérieur et intérieur). Il peut en être placé 3 en CH-47 et 12 en C-130. Il a été conçu pour une utilisation logistique ou comme tracteur d'artillerie utilisé par exemple pour le Canon léger L118 qu'il tracte tout en transportant les munitions ou comme porte-mortier et porte lance-missile. Il entre en service dès 2017. Il remplace ou complète le véhicule Quatripole Q-150D de l'entreprise Quatripole ainsi que le SPA FOX.

## Véhicules comparables
- M274, plate-forme motorisée plutôt que véhicule
- Fresia F18, plate-forme motorisée plutôt que véhicule
- ARGO ATV véhicule tout-terrain léger et amphibie.
- Haflinger (véhicule)